# Hallsberg (comune)
Hallsberg è un comune svedese di 15 227 abitanti, situato nella contea di Örebro. Il suo capoluogo è la cittadina omonima.

## Località
Nel territorio comunale sono comprese le seguenti aree urbane (tätort):
- Hallsberg (parte)
- Hjortkvarn
- Östansjö
- Pålsboda
- Sköllersta
- Vretstorp

## Amministrazione

### Gemellaggi
- Valga
- Toijala
- Gifhorn